# Processo eletrônico no Brasil
O processo eletrônico no Brasil é um fenômeno atual, relativo ao uso dos sistemas computadorizados nos Tribunais e demais órgãos públicos nas suas atividades processuais. Apesar de o Brasil ter desde 2006 lei própria sobre o tema (Lei nº 11.419 de 2006), alguns juristas apontam que a legislação ainda parte do "paradigma do processo físico", isto é, autos em papéis, dificultando a implementação de um processo totalmente eletrônico.

## Sistemas e aplicativos de processo eletrônico
Sistemas de informação não se confundem com aplicativos. Ambos os conceitos, abarcados sob o genérico estrangeirismo softwares, possuem abrangências distintas. Aquele diz respeito a uma estrutura de base e um paradigma, ao passo que este a uma realização mais específica, com os exatos elementos estéticos e funcionais.
Alguns sistemas de informação brasileiros pesquisados são o PROJUDI, e-CNJ, e-STF, PJe, Themis e SAJ. Já os aplicativos encontrados nas fontes pesquisadas são inúmeros e dependentes da conceituação do sistema de informação, como por exemplo o eproc.

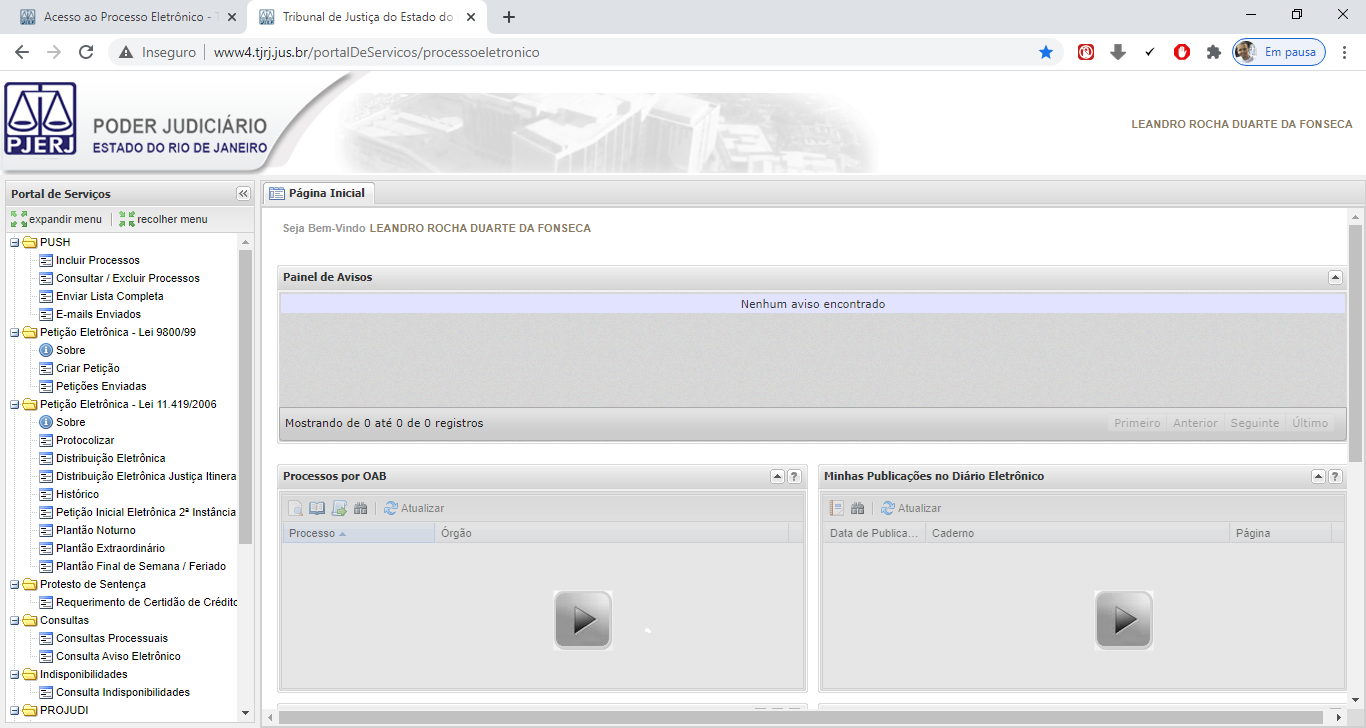
Exemplo de sistema processual eletrônico do Tribunal de Justiça do Estado do Rio de Janeiro.

## Histórico do processo eletrônico no Brasil

### Primeira fase: o início
O processo eletrônico no sentido amplo, ou seja, o uso do computador no processo, remonta há décadas, sendo possível identificar algumas iniciativas embrionárias em vários Tribunais do País, as quais foram evoluindo, com o uso posterior de outros sistemas e aplicativos, bem como novas linguagens.
Já no sentido estrito não é mais recente a primeira aparição do uso do áudio como elemento de autos, inclusive remontando há séculos, caracterizando uma forma eletrônica de armazenamento principal de atos processuais. O Tribunal de Justiça do Mato Grosso do Sul foi o primeiro tribunal estadual a adotar o processo eletrônico, em 2005, na 10ª Vara do Juizado Especial de Campo Grande. O Tribunal Regional do Trabalho da Paraíba foi o primeiro a ter um Fórum em que as Varas do Trabalho eram totalmente eletrônicas. Foi lá que o então Ministro Presidente do TST João Oreste Dalazen tomou contato com a experiência do processo eletrônico. O trabalho realizado na Paraíba e sua repercussão entre os demais Tribunais Regionais do Trabalho  chamou a atenção do então Presidente do TST. Ciente que o processo eletrônico era uma realidade - a essa altura o TRT PB já implantara o processo eletrônico em todas as varas e no próprio Tribunal -  determinou a analise de um software, que viesse a ser padrão para todos os Regionais, para implantação do processo eletrônico em toda Justiça do Trabalho. Estava lançada a pedra fundamental do processo eletrônico no Brasil. Mais tarde esse software ficou conhecido com o nome de  PJe.

### Segunda fase: a evidência
A fase de maior evidência do processo eletrônico se iniciou em 2006, com o lançamento do projeto PROJUDI, de iniciativa do órgão oficial CNJ. A partir de então, crescentemente, os Tribunais passaram a apresentar uma maior movimentação de fluxo de informações ao público externo, bem como trabalhos internos, voltados ao desenvolvimento deste ramo da administração, sobretudo a partir do uso do respectivo sistema, com todas as suas implementações (aplicativos) em todo o país, passando pelas fases de teste, produção e uso estável.

### A fase atual
No momento atual, coexistem diversos sistemas e aplicativos de processos em diversos tribunais. O CNJ vem apresentando o novo projeto PJe, aquele que vem obtendo mais evidência no trânsito de informações e mais ocorrências nas pesquisas relacionadas à atividade atual desta área. O material obtido acerca do projeto afirma ser o mesmo uma soma de esforços e utilizações de vários sistemas já testados no âmbito das Justiças Federal e do Trabalho.

### Dificuldades e soluções
Hoje em dia os servidores que necessitam trabalhar diariamente com o processo eletrônico tem enfrentado o problema comum em todos os órgãos do governo no país: limitações técnicas. A rede de internet, muito disputada por diversos setores, acaba não suportando a grande demanda de download de documentos em formato PDF que as soluções de visualização atuais provém. Há algumas iniciativas de alguns tribunais para solucionar esse problema, como a adoção do PJe para visualização dos documentos separados em formato de árvore.

### Poder judiciário
Desde 2009, os sistemas e aplicativos no Poder Judiciário, sobretudo os que gerenciam o processo judicial devem respeitar determinações e recomendações do CNJ. Tais normas dizem respeito, entre as principais questões, à classificação de processos e atos para fins estatísticos, ou seja, com objetivo de controle de produtividade, definição de meios de atuação para correções de distorções e diagnósticos em geral das demandas e suas causas. Entre os mecanismos mediatos de classificação está a numeração única.

### Poderes executivo e legislativo
É menor o número de informações sobre o desenvolvimento de sistemas processuais neste órgãos, bem como para os processos administrativos e legislativos, entretanto, se percebe, a partir de uma minuciosa pesquisa, uma demanda reprimida em relação ao uso de tais sistemas para uma abrangência maior de processos. Embora se trate do mesmo tema, vez por outra tais sistemas vêm sendo referidos como elementos autônomos.

## O processo eletrônico e a empresa privada
A iniciativa privada participa, com expressiva presença, no mercado destinado ao desenvolvimento de sistemas para processos, tanto os que possuem os autos eletrônicos como aqueles que, no modelo tradicional, são manuseados em papel e registrados e acompanhados pelo sistema. Os tribunais do Acre, Alagoas, Amazonas, Ceará, Mato Grosso do Sul, Rio Grande do Norte, Santa Catarina e São Paulo utilizam o SAJ (Sistema de Automação da Justiça), desenvolvido pela empresa Softplan. "As funcionalidades disponibilizadas abrangem todas as atividades de gestão processual desenvolvidas nos cartórios ou secretarias judiciais, gabinetes de magistrados, centrais de mandados, setores de expedição de certidões e correspondências, contadorias, entre outros."

## Nomes primitivos do processo eletrônico

### Processo virtual
O primeiro nome dado ao processo eletrônico foi  processo virtual. Processo virtual, conceito de direito processual civil, relativo ao tema específico da formação do processo, da ação e da lide, é aquele processo eventual, aquele que pode vir a ser processo ou, enfim, o processo que não existe, senão numa construção hipotética. A conveniência do uso deste nome, decorrente da metáfora da "navegação virtual", como ato de usar a rede mundial de computadores logo passou a ser revista e tal denominação foi abandonada. Ainda hoje, entretanto, algumas poucas ocorrências desta expressão são encontradas como denotativas do armazenamento de autos em arquivos.

### Processo digital
Digital, uma contraposição a analógico (relógio digital é aquele possui marcações discretas e informa os dados por dígitos, que são, em última instância, resultante de operações binárias, ao contrário do analógico que marca continuamente). A difusão do computador e da metáfora da "era digital" como a era dos bits entretanto, acabou por cunhar esta expressão como uma alternativa para o processo eletrônico, como já explanado anteriormente na enumeração dos sistemas e aplicativos.

## Legislação
No Brasil, desde 2006, há uma lei brasileira regulando o processo eletrônico, a Lei nº 11419 de 2006, sem a qual não poderia existir o fenômeno no sentido estrito, ou seja, a substituição do papel como fonte primária da informação. Tal lei também é importante para tornar incontroversa a validade de comunicações por meios alheios aos procedimentos tradicionais.

## Bibiliografia
- Almeida Filho, José Carlos Araújo, Processo Eletrônico e Teoria Geral do Processo Eletrônico, Forense, 2007
- Clementino, Edilberto Barbosa, Processo Judicial Eletrônico em Conformidade com a Lei 11.419, de 19/12/2006, Juruá, 2006
- Krammes, Alexandre Golin. Workflow em Processos Judiciais Eletrônicos , LTr, 2010.
- Wambier, Teresa Arruda Alvim; Conceição, Maria Lúcia Lins; Ribeiro, Leonardo Ferres da Silva; Mello, Rogerio Licastro Torres de (2016). Primeiros comentários ao novo código de processo civil. Artigo por artigo 2ª ed. São Paulo: Revista dos Tribunais. 1492 páginas. ISBN 978-85-203-6757-5